# Thanétien
Paléocène supérieur
Stratigraphie
Sélandien Yprésien
Éocène
Le Thanétien est un étage géologique compris entre -59,2 et -56 millions d'années environ. C'est la dernière époque du Paléocène, premier système de l'ère cénozoïque (Tertiaire). Il précède immédiatement l'Yprésien. Il est noté « e2, » ou « e3 » sur les cartes géologiques au 1:50 000.
La fin du Thanétien est marquée par la crise climatique de la fin du Paléocène, un réchauffement brutal qui pourrait avoir été induit par la chute d'un ou plusieurs météores selon des données récentes (publications datées de 2012 à 2016).

## Stratotype

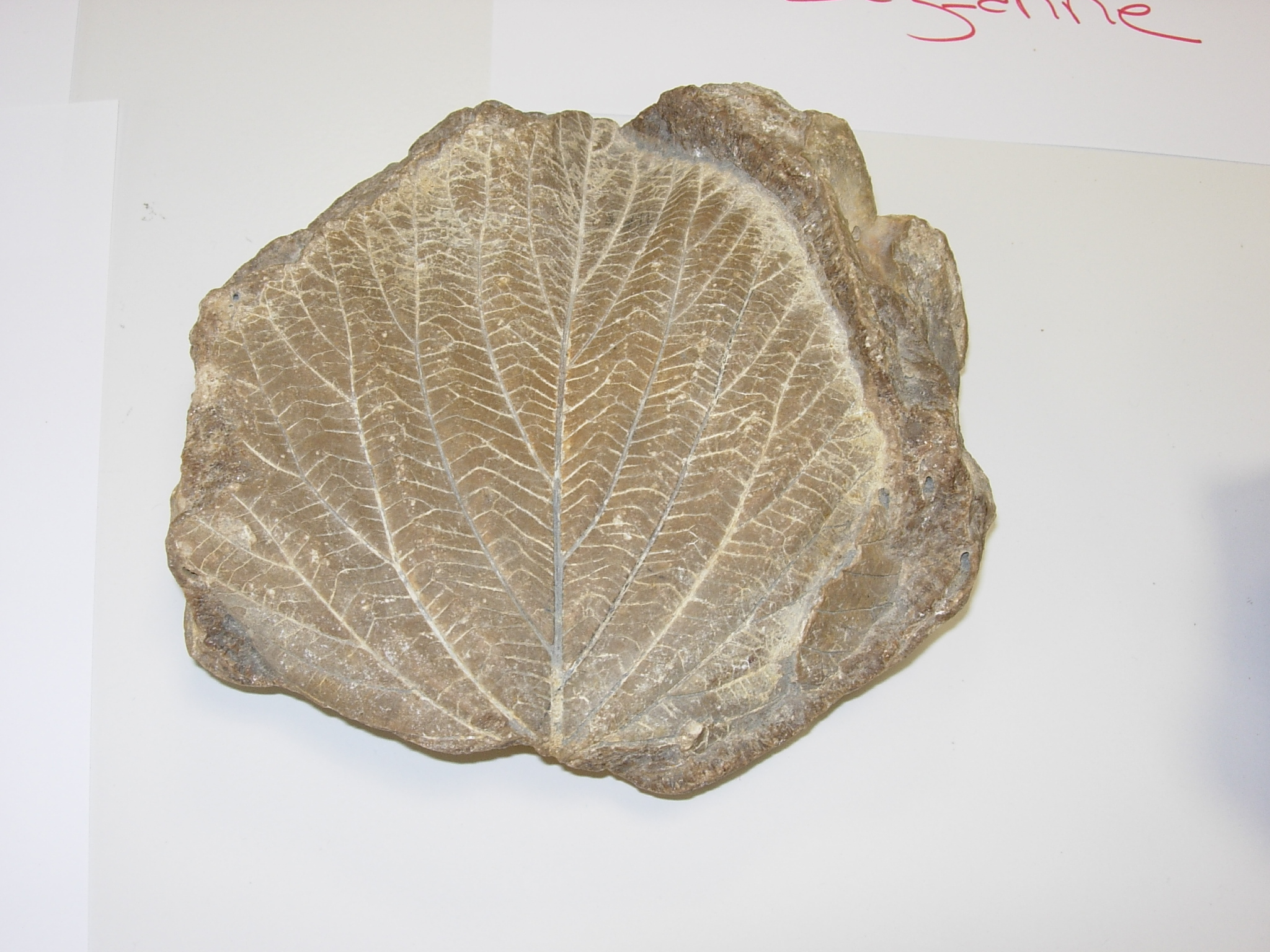
feuille de Cissus primaeva fossilisée (plante de la famille vitaceae) dans le travertin de Sézanne, daté du thanétien.

Cet étage a été défini en Angleterre grâce aux sables de l'Île de Thanet (Thanet Sand), équivalents des « sables de Bracheux » en France.
Il est notamment représenté en France par le travertin de Sézanne, riche en empreintes délicates de végétaux dont les espèces sont les témoins d'un climat plus chaud qu'actuellement.

## Réchauffement et crise climatique de la fin du Thanétien
Il y a environ 56 millions d'années, le taux de carbone dans l'air a brusquement augmenté dans l'atmosphère, notamment sous forme de CO2 et de méthane (CH4) issus de la fonte de pergélisol (et peut-être notamment du permafrost antarctique, hypothèse déjà suggérée en 2012), ce qui s'est accompagné d'une hausse des températures moyennes de 5 °C à 8 °C, causant des extinctions, des modifications de la flore et d'énormes migrations de la faune. 

Une étude récente (2016) basée sur des analyses isotopiques du carbone piégé dans des carbonates sédimentaires de cette époque suggère qu'il a fallu 4 000 ans environ pour purger cet excès de carbone, ce qui indique que le puits de carbone a été ralenti d'un facteur 10 environ par rapport à aujourd'hui, et que les écosystèmes ont besoin de temps pour se rééquilibrer après ce genre d'évènement, ce qui est inquiétant selon les auteurs de l'étude si l'on rapporte ce taux aux émissions contemporaines, en particulier concernant « la réponse adaptative des plantes et des animaux ».
L'origine de cette anomalie climatique ou « maximum thermique » Paléocène-Eocène (dit PETM pour « Paleocene-Eocene thermal maximum ») intrigue les géologues et intéresse les climatologues. 

Elle est longtemps restée inconnue mais des études présentées en 2016 au congrès annuel de la Geological Society of America s'appuient sur la découverte de matériaux vitreux, de perles sombres trouvés dans huit carottages de sédiments datés de l'époque où la température semble s'être emballée. Ces matériaux, d'origine extraterrestre, sont généralement associés au choc d'un gros météore avec la croûte terrestre. Ils plaident pour l'hypothèse d'un petit impact de comète qui aurait initié le PETM en perturbant le cycle du carbone, seulement 10 millions d'années après qu'un événement similaire mais plus important ait causé l'extinction des dinosaures et de nombreuses autres espèces.